# Francavilla Fontana
Francavilla Fontana város (közigazgatásilag comune) Olaszország Puglia régiójában, Brindisi megyében.

## Fekvése
Brindisitől nyugatra, a Salento területén fekszik.

## Története
A település eredete a 9. századra tehető, amikor egy Oriához tartozó kis falucska volt, noha a régészeti kutatások számos római és messzáp leletet feltártak. Várossá a 14. században fejlődött, amikor I. Anjou Fülöp, Taranto hercege és Oria ura egy vidéki villát építtetett családja számára az ókori római villák mintájára. A város többször is gazdát cserélt, önálló községgé a 19. század elején vált amikor a Nápolyi Királyságban felszámolták a feudalizmust.

## Népessége
A lakosság számának alakulása:

## Főbb látnivalói
- Santa Chiara-templom - a 19. században épült.
- Maria SS. della Croce-templom - a 18. században épült barokk stílusban.
- Chiesa Matrice - egy 14. századi templom. Átépítése során barokk külsőt kapott.
- Palazzo Imperiali - a 15. században épült a város nemesurai számára.